# Henryk Górski (dyrygent)
Henryk Górski (ur. 6 września 1941 w Buranowie, zm. 21 lutego 2022) – polski chórmistrz i pedagog.

## Życiorys
Urodził się w 6 września 1941 w Buranowie na Syberii, dokąd z Litwy zesłano jego rodziców. Oboje rodzice byli muzykalni – ojciec dorabiał na zesłaniu grą na gitarze, a matka lubiła śpiewać. Po wojnie zamieszkał z rodziną w Trzciance. Gdy zmarł ojciec, jako najstarszy z rodzeństwa w trosce o utrzymanie rodziny przerwał naukę w liceum ogólnokształcącym i podjął się pracy fryzjera i cholewkarza. Za namową matki kontynuował edukację w Państwowym Liceum Pedagogicznym w Trzciance, gdzie kształcił się w grze na akordeonie i wiolonczeli oraz śpiewał jako solista w szkolnym chórze. Krótko pracował jako nauczyciel muzyki w Szkole Podstawowej nr 31 w Poznaniu. Eksternistycznie ukończył klasę śpiewu solowego w Państwowej Szkole Muzycznej II stopnia w Poznaniu. W 1970 ukończył Państwową Wyższą Szkołę Muzyczną w Poznaniu w klasie dyrygentury chóralnej Edmunda Maćkowiaka.
W latach 1971–1982 prowadził chór Teatru Wielkiego w Poznaniu, a w latach 1982–1984 Teatru Wielkiego w Warszawie. W 1984 w Państwowej Podstawowej Szkole Muzycznej im. H. Wieniawskiego w Poznaniu założył dziecięcy chór Akord. W latach 1986–2017 prowadził chór Hasło, pierwotnie męski, który w 1991 przekształcił w chór mieszany. Z chórem tym m.in. wygrał ogólnopolskie przeglądy chórów kolejarskich, zdobył III nagrodę na Festiwalu Muzyki Cerkiewnej w Hajnówce, uzyskał tytuł Reprezentacyjnego Zespołu Artystycznego Polskich Kolei Państwowych przy Dyrektorze Generalnym w Warszawie, a także zdobył I nagrodę i Złotą Maskę w konkursie chóralnym Wielkopolskie Dni Muzyki w Dusznikach. Autor Zbioru ćwiczeń z emisji głosu.
Wyróżniony licznymi odznaczeniami, w tym odznaką „Przyjaciel Dziecka”.
Zmarł 21 lutego 2022.